# Utgard

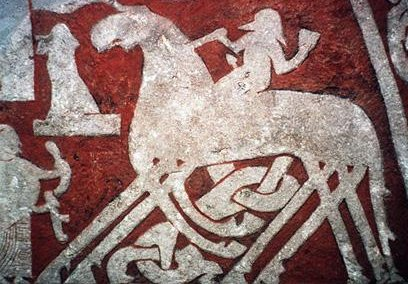
El dios nórdico Odín en su caballo Sleipnir, que aparece en la piedra con la imagen de Tjängvide en Vallhalla. También puede representar a un guerrero muerto en su camino a Vallhalla recibido por valquirias con una copa de cuerno en sus manos.

Utgard (en nórdico antiguo: Útgarðar; significado literal: Campos exteriores) también transcrito como Utgardar o Utgart, es la fortaleza de los gigantes de la mitología nórdica, ubicada en Jötunheim, rodeada de hielo y nieve y habitación del rey gigante Útgarða-Loki. Fue supuestamente fundada por el gigante Narvi.

## Etimología
El término Útgarðar, está conformado por la partícula /ut-/ que denota exclusión o exterioridad y de /garðr/ que significa «campo», «jardín», «cantón» o «distrito».

## Thor en Utgard
En el Edda menor, específicamente en el Gylfaginning, se narra un viaje del dios nórdico Thor hacia Utgard al encuentro de Útgarða-Loki en compañía de Loki y Þjálfi encontrándose en el camino con el gigante Skrymir quien devendría en su guía en Jötunheim hasta encontrar la fortaleza Utgard. En el camino Thor habría sido incapaz de desatar la bolsa de alimentos que ofrecía Skrymir, Thjalfi había sido derrotado en una carrera y Loki en una competencia de comer. Una vez habiendo llegado a la fortaleza Utgard, la cual es descrita tan grande que Thor pudo entrar a ella caminando por debajo de la puerta, el hijo de Odín fue retado y vencido en diversas pruebas: acabarse un cuerno de cerveza de tres tragos, pelear contra una anciana y levantar al gato de Útgarða-Loki del suelo. Tras su humillación y al dejar la fortaleza se descubriría que Thor y sus acompañantes habían sido engañados: la bolsa que Thor no pudo desatar estaba amarrada con bandas de acero; Þjálfi corrió contra el Pensamiento, más veloz que cualquier corredor; Loki compitió contra el Fuego que lo devora todo; el extremo final del cuerno llegaba al Océano, al cual Thor redujo pero no pudo terminar; la anciana no era otra que la Vejez personificada, a la que nadie puede vencer; mientras que el gato era en realidad Jörmungandr, la Serpiente de Midgard cuyo cuerpo descansaba en las profundidades del mundo y la criatura más grande existente.